# Der Schatz im Silbersee (Roman)
Der Schatz im Silbersee ist der Titel eines Abenteuerromans des deutschen Schriftstellers Karl May (1842–1912), der auch dem Genre des Wildwestromans zugeordnet werden kann. Der Schatz im Silbersee wurde erstmals 1890/1891 als Fortsetzungsgeschichte in der Zeitschrift Der Gute Kamerad veröffentlicht; die erste Buchausgabe erschien 1894.

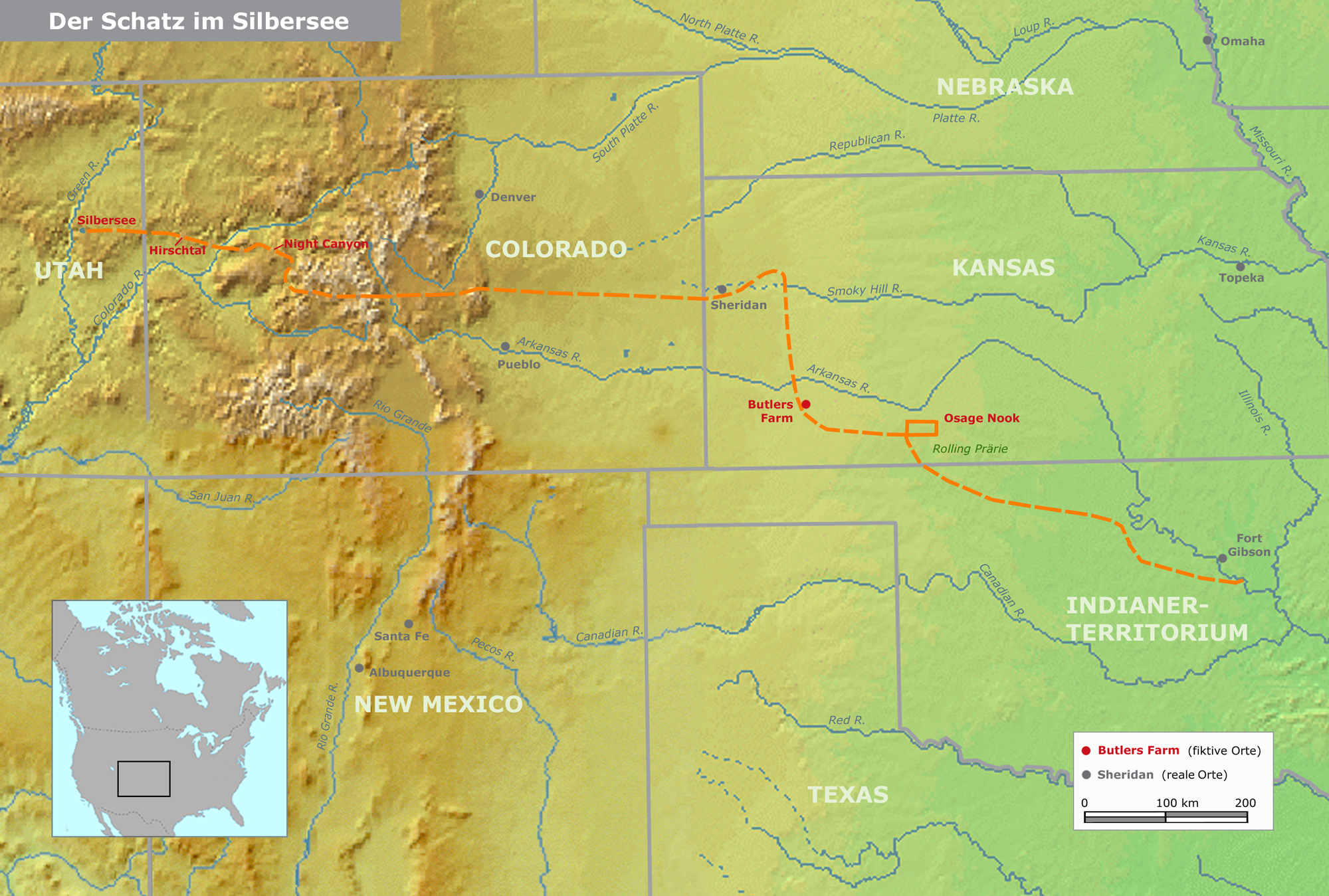
Orte der Handlung und Reiseweg

## Handlung
In diesem Roman, der Ende der 1860er-Jahre im Wilden Westen spielt, schildert Karl May die Reise einer Gruppe von Trappern, bei Karl May als Westmänner bezeichnet, zu dem in den Rocky Mountains gelegenen Silbersee. Die Handlung setzt an Bord eines Raddampfers auf dem Arkansas ein. Hauptpersonen sind die Westmänner Old Firehand und Tante Droll sowie der Schurke Cornel Brinkley, der wegen seiner Haare auch der „rote Cornel“ genannt wird. „Cornel“ ist eine Verballhornung des militärischen Ranges „Colonel“ (dt. Oberst). Cornel Brinkley ist Anführer einer großen Bande von Tramps, die nicht davor zurückschrecken, Farmen und Züge zu überfallen und auszurauben.
Old Firehand hat vor Beginn der eigentlichen Handlung am Silbersee eine Silberader entdeckt und kehrt nun an den Silbersee zurück, um den Fund von einem Ingenieur namens Butler begutachten zu lassen und die Silberader anschließend auszubeuten. Auf der Reise zum Silbersee begegnet Old Firehand allerlei skurrilen Figuren wie dem wettbesessenen Lord Castlepool, dem stets in Reimen sprechenden Westmann Gunstick-Uncle und seinem buckligen Gefährten Humply-Bill. Später stoßen noch Winnetou, Old Shatterhand, der Hobble-Frank sowie der dicke Jemmy und der lange Davy dazu.
Der rote Cornel ist mit seinen Tramps ebenfalls zum Silbersee unterwegs. Er will dort einen Schatz heben, der im Silbersee liegen soll, da er im Besitz einer Schatzkarte ist, die er vor Jahren dem ursprünglichen Besitzer geraubt hat. Tante Droll hat sich ihm als Detektiv an die Fersen geheftet. Seinen Spitznamen hat er erhalten, da er eine hohe Stimme hat, einen Anzug trägt, der an eine alte Frau mit Nachthemd erinnert, und Freunden gern hilft, indem er sich wie eine gute Tante um sie kümmert. Dieses lustige Erscheinungsbild nutzt er geschickt als Tarnung bei seiner Arbeit als Detektiv.
Cornel Brinkley trifft an Bord des Raddampfers zum ersten Mal auf Old Firehand und später auf Tante Droll. Brinkley beleidigt den Indianer „Großer Bär“ und verfällt so einer Blutrache, die ihn später seine Ohren kosten wird. An Bord des Raddampfers raubt Brinkley einen größeren Geldbetrag, den der Ingenieur Butler mit sich führt, und entkommt durch Ablenkung der Passagiere, indem er die Schiffswand durchbohrt, worauf der Dampfer Wasser fasst und am Ufer anlegen muss. Auf ihrer Reise zum Silbersee treffen immer mehr Tramps zusammen, so dass sie zahlenmäßig stark genug sind, um eine Gruppe von Holzfällern und die Farm von Butlers Bruder zu überfallen, und sogar versuchen, einen Zug, der die Eisenbahnkasse transportiert, auszurauben. Cornel Brinkleys verbrecherische Pläne werden jedoch stets von Old Firehand und den anderen Westmännern durchkreuzt, und viele Tramps kommen bei den versuchten Überfällen um. Die meisten werden in einem Zug in einem Tunnel eingesperrt, müssen sich ergeben und werden von Soldaten zum Gericht geführt. Nur der Cornel und einige wenige Vertraute entkommen.
Karl Mays bekannteste Romanfiguren, Winnetou und Old Shatterhand, treten erst in der zweiten Hälfte des Buches auf. Jetzt müssen sich die Westmänner nicht mehr mit Cornel Brinkley und seinen Tramps, sondern mit Indianern vom Stamme der Utahs und ihrem verschlagenen Häuptling Großer Wolf auseinandersetzen, die die Westmänner Old Shatterhand, Hobble-Frank, den Langen Davy und den Dicken Jemmy gefangen nehmen und zu Tode martern wollen.
Die Westmänner dürfen einzeln um ihr Leben kämpfen und besiegen ihre jeweiligen Gegner durch List.
Die Indianer verfolgen die Westmänner, werden aber in einem Tal eingeschlossen und zu einem Frieden gezwungen. Die Indianer halten den Frieden nicht ein und nehmen die Westmänner erneut gefangen. Tante Droll und Hobble-Frank sind die einzigen, die entkommen können. Mit ihrer Hilfe befreien sich die Helden und nehmen nun ihrerseits die Häuptlinge der Utahs als Geiseln mit.
Auf ihrem Weg zum Silbersee soll die Gruppe um Winnetou, Old Shatterhand und Old Firehand nochmals in einen Hinterhalt gelockt werden. Sie können diesen aber umgehen. Dabei entdecken sie die Leichen der restlichen Tramps um den roten Cornel. Sie sind in die Hände der Indianer gefallen und am Marterpfahl gestorben.
Die feindlichen Utah werden durch Navajo überfallen, können aber die Schlacht durch ihre zahlenmäßige Überlegenheit gewinnen. Hobble-Frank gelingt es, den Navajo-Häuptling gefangen zu nehmen.
Die Helden erreichen schließlich das Silberlager und kurz danach den Silbersee. Dort treffen sie auf befreundete Indianer vom Stamm der Timbabatschen, deren Häuptling „Langes Ohr“ sie aber an die Utahs verrät. Er zeigt diesen einen Gang unter dem See hindurch, durch den sie in den Rücken der Westmänner gekommen wären. Der „Kleine Bär“ und der „Große Bär“ öffnen den Gang, so dass im eindringenden Seewasser viele der Utahs ertrinken.
Am Ende der Handlung erzwingen die Westmänner einen Frieden. Sie erhalten vom „Großen Bären“ die Erlaubnis, Wasser zu der von Old Firehand gefundenen Silbermine zu leiten und dort das wertvolle Erz abzubauen.

## Konzeption
Das Buch ist eines von Karl Mays klassischen Werken und sein erfolgreichstes unter denen, die er ausdrücklich für die Jugend verfasst hatte. May nutzt hier – wie in den anderen ausgesprochenen Jugenderzählungen – nicht die Erzählweise eines Icherzählers. Old Shatterhand wird in der dritten Person geschildert mit den Worten: „Nicht nach der Gestalt allein will ein Westmann beurteilt sein; der Geist hat weit höheren Wert … Old Shatterhand ist nicht so lang und breit …“
Der Trivialroman schildert als Klassiker der Abenteuer- und Jugendliteratur den Kampf zwischen Gut und Böse. Die Handlung wird teilweise durch lustige Szenen mit Tante Droll, Hobble-Frank oder Lord Castlepool aufgelockert.
Das Buch enthält einige drastische Gewaltschilderungen: Einem Dompteur wird von einer Raubkatze der Kopf abgebissen; dem roten Cornel werden die Ohren abgeschnitten; ein Tramp wird lebendig skalpiert, später zusammen mit seinem Kameraden gemartert und schließlich von Bluthunden zerfleischt. Im Gegensatz zu anderen Werken lässt Karl May seine Helden auch Menschen töten. Der Leser erfährt in Rückblenden von den Verbrechen des roten Cornel. Der ursprüngliche Besitzer der Schatzkarte wird zusammen mit seiner Familie im Schlaf in seinem eigenen Haus ermordet. Um die Tat zu vertuschen, zündete Brinkley das Haus einfach an.

## Dramatisierungen
Im Jahr 1940 wurden auf der Felsenbühne Rathen „Wild-West-Spiele nach Karl May“ vom Dresdner Zirkus Sarrasani veranstaltet mit Motiven aus Der Schatz im Silbersee und Der Ölprinz unter dem Gesamttitel „Der Schatz im Silbersee“ – Buch: Adolf Steinmann, Regie: Josef Firmans. Karl May blieb dabei eher auf der Strecke zugunsten von Zirkusdarbietungen. Diese Verlegenheitslösung für Rathen nach Umzug der Karl-May-Spiele nach Werder kann nicht als Beginn der Silbersee-Dramatisierungen gelten.
Der Schatz im Silbersee wurde im Jahr 1954 zum ersten Mal für Freilichtbühnen dramatisiert mit einem Textbuch von Roland Schmid in der Bearbeitung von Wulf Leisner für die Karl-May-Festspiele in Bad Segeberg. Weitere Dramatisierungen folgten:
| - Karl Streck und Jochen Bludau (1973) (Bearbeitung der Schmid/Leisner-Fassung) - Jochen Bludau (1977) (mit neuem Textbuch) - Klaus-Hagen Latwesen (1981) - Helmut Menschel (1984) - Pierre Brice (1989) - Heinrich Hubertus Koziol (1991) | - Karlheinz Freynik (1994) - Arnd Limpinsel (1995) - Uwe Hänchen (1998) - Klaus Seidel (1998) - Rochus Millauer (1999) - Michael Stamp (2001) - Thomas Koziol (2002) - Christian Städter (2004) | - Peter Görlach (2006) - Jean-Jacques Pascal (2006) - Erika Frischler (2007) - Olaf Hörbe (2007) - Friedrich Grud (2010) - Erhard Preuk (2011) - Mike Dietrich (2014) - Tommy Tatzber (2014) |

Hans-Jochen Menzel dramatisierte den Stoff 2000 fürs Puppentheater.

## Verfilmungen

### Realfilm
Der Schatz im Silbersee wurde 1962 als erster Karl-May-Film nach einem Westernroman des Autors verfilmt, wobei die Filmhandlung erheblich vom Originalroman abwich.

### Trickfilm
1990 entstand in der DDR ein Puppentrickfilm in Spielfilmlänge (84 Minuten) unter dem Titel Die Spur führt zum Silbersee, der näher an der Romanvorlage blieb als der Realfilm von 1962.
- Regie: Günter Rätz
- Musik: Addi Kurth

Da der Film während der deutschen Wiedervereinigung in die Kinos kam, empfanden die Zuschauer im Osten den Trickfilm im direkten Vergleich mit anderen Filmen als „altmodisch“. Er erreichte nur geringe Zuschauerzahlen. In der Alt-Bundesrepublik kam der Film nicht in die Kinos. Der Film erlebte seine Fernsehpremiere, aufgeteilt auf fünf Folgen, Weihnachten 1990 im ARD-Kinderprogramm.
Teile der Requisiten des Filmes befinden sich als Teil der Dauerausstellung im Karl-May-Haus in Hohenstein-Ernstthal.

### TV-Film
Zu Weihnachten 2016 wurde ein dreiteiliger Fernsehfilm Winnetou – Der Mythos lebt ausgestrahlt, dessen zweiter Teil mit dem Titel Winnetou – Das Geheimnis vom Silbersee auf diesem Roman basiert.

## Hörspiel
Im Jahre 1955 produzierte der NWDR ein mehrteiliges Hörspiel mit einer Gesamtlänge von 278 Minuten. Die Regie führte Kurt Meister, der auch als Erzähler fungierte. Zu den Darstellern gehörten unter anderen:
- Heinz Schimmelpfennig als Old Firehand,
- Herbert Steinmetz als Tante Droll,
- Alwin Joachim Meyer als Cornel Brinkley,
- Fritz Leo Liertz als Patterson,
- Jürgen Goslar als Winnetou,
- Kurt Lieck als Old Shatterhand.

## Hörbuch
- 2004: Der Schatz im Silbersee, Deutsche Grammophon (Universal) Berlin, gelesen von Gert Westphal, ungekürzte, historisch-kritische Ausgabe, 16 CDs 20:59h, ISBN 3-8291-1489-3

- 2020: Der Schatz im Silbersee, MDR Kultur, gelesen von Martin Seifert, ungekürzt, 19:11h[25]

## Sonstiges
1898 schrieb der Schweizer Komponist Othmar Schoeck (1886–1957) auf der Basis des Romans eine kleine Oper. Die unvollständige Partitur wurde in der Zentralbibliothek Zürich gefunden und ergänzt. „Old Shatterhand“ wird von einem Bariton gesungen, „Winnetou“ hat als Sopran sogar zwei Arien. Während der Tagung der Karl-May-Gesellschaft 2003 in Plauen kam die rekonstruierte Oper erstmals zu Gehör.
Die Oper befindet sich als CD-Beilage im Jahrbuch der Karl-May-Gesellschaft 2005.
1994 veröffentlichte mit Der Schatz im Silbersee die deutsche Spielesoftwarefirma Software 2000 auf Basis des Buches ein Abenteuer-Rollenspiel für den PC. Die Kartonverpackung und das Coverbild waren dabei der Buchausgabe vom Verlag Bamberg nachempfunden.
Auf dem heutigen Gebiet der Mescalero Apache gibt es einen Silbersee. Der fiktive Silbersee des Buches läge freilich im US-Bundesstaat Utah.

## Werkausgabe
- Karl May: Gesammelte Werke. Band 36: Der Schatz im Silbersee. Karl-May-Verlag, ISBN 3-7802-0036-8.